# Podenzana
Podenzana (Podenszàna nel dialetto della Lunigiana) è un comune italiano sparso di 2 114 abitanti della provincia di Massa-Carrara in Toscana.

## Geografia fisica
- Classificazione sismica: zona 2 (sismicità medio-alta), Ordinanza PCM 3274 del 20/03/2003
- Classificazione climatica: zona E, 2280 GG
- Diffusività atmosferica: media, Ibimet CNR 2002

## Storia

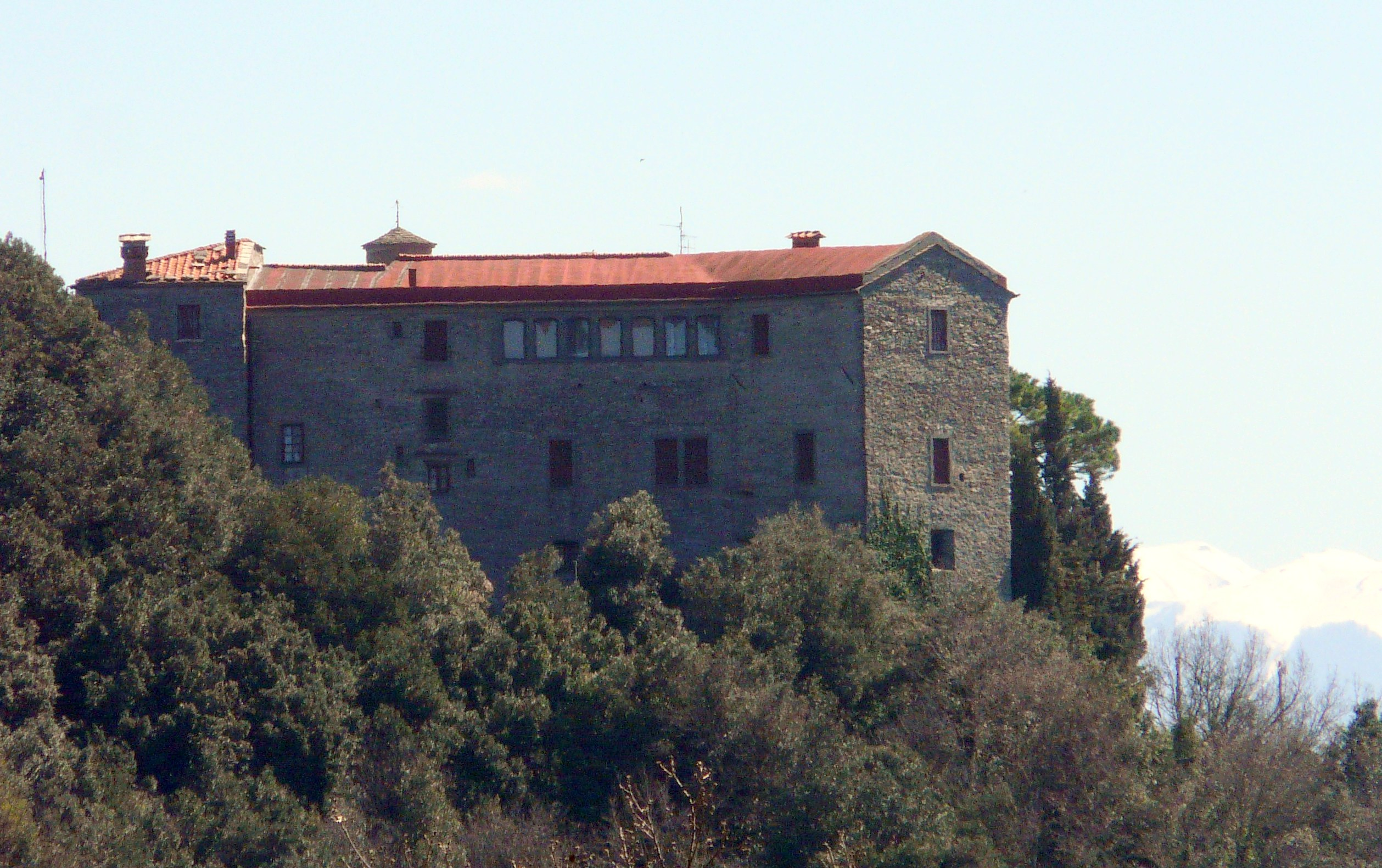
Il castello dei Malaspina

Podenzana nel 1536 è marchesato indipendente dei Malaspina dello Spino Secco del ramo di Lusuolo, dopo i ripetuti tentativi di annessione ed assedi dei Genovesi. Aulla era divenuto marchesato indipendente dei Centurione di Genova, con Adamo (1541) a cui era stato ceduto dai Malaspina. Questi termina, su progetto del Sangallo, la possente fortezza della Brunella che domina questo tratto di valle della Magra. Da allora divenne un centro commerciale che godette della protezione genovese e della sua possente rocca in questi anni. Nel 1559 Podenzana ha 110 famiglie residenti.
Il feudo, costituito dai due marchesati di Podenzana e di Aulla (dal 1710), si estendeva dalla valle del Vara con l’exclave di Montedivalli fino al basso corso del Teverone, Bibola, Gorasco ai confini con Ponzanello dei marchesi di Fosdinovo. A sud e sud-ovest confinava con il distretto genovese di Bolano e la podesteria toscana di Albiano e Caprigliola, mentre a nord e ad est confinava con la Toscana e il marchesato di Pallerone. Nel 1664 ricevette per motivi ereditari 1/3 del marchesato di Suvero.
A cavallo tra il Seicento ed il Settecento il feudo di Podenzana fu governato dalla forte personalità del marchese Alessandro Malaspina, primogenito di Francesco (deceduto il 12 ottobre 1676) e di Maria Caterina Lucrezia, erede di Cesare Maria Malaspina di Mulazzo. Il suo carattere forte ed impetuoso lo fece scontrare nel 1682 con Federico Malaspina di Ponte Bosio, sia per alcune proprietà nel feudo di Monti che per il confine e l'uso delle acque del torrente Tavarone, fino ad arrivare a scontri sanguinosi tra i loro sudditi. Tramite il governatore delle armi della Lunigiana toscana, il capitano Sozzifanti, venne chiesto l'arbitraggio del granduca di Toscana per arrivare ad una pacificazione. Anche con il marchesato di Suvero nacquero presto dei contrasti per l’esercizio dei diritti feudali di Monti. Nel 1691 Alessandro Malaspina partecipò ad Aulla al Congresso dei feudatari della Lunigiana convocato per impedire che l'imperatore vendesse i diritti sui feudi imperiali al granduca di Toscana e nel 1696 organizzò egli stesso un nuovo Congresso dei feudatari a Podenzana per chiedere alla corte imperiale una riduzione delle spese delle contribuzioni di guerra richieste dagli Asburgo.

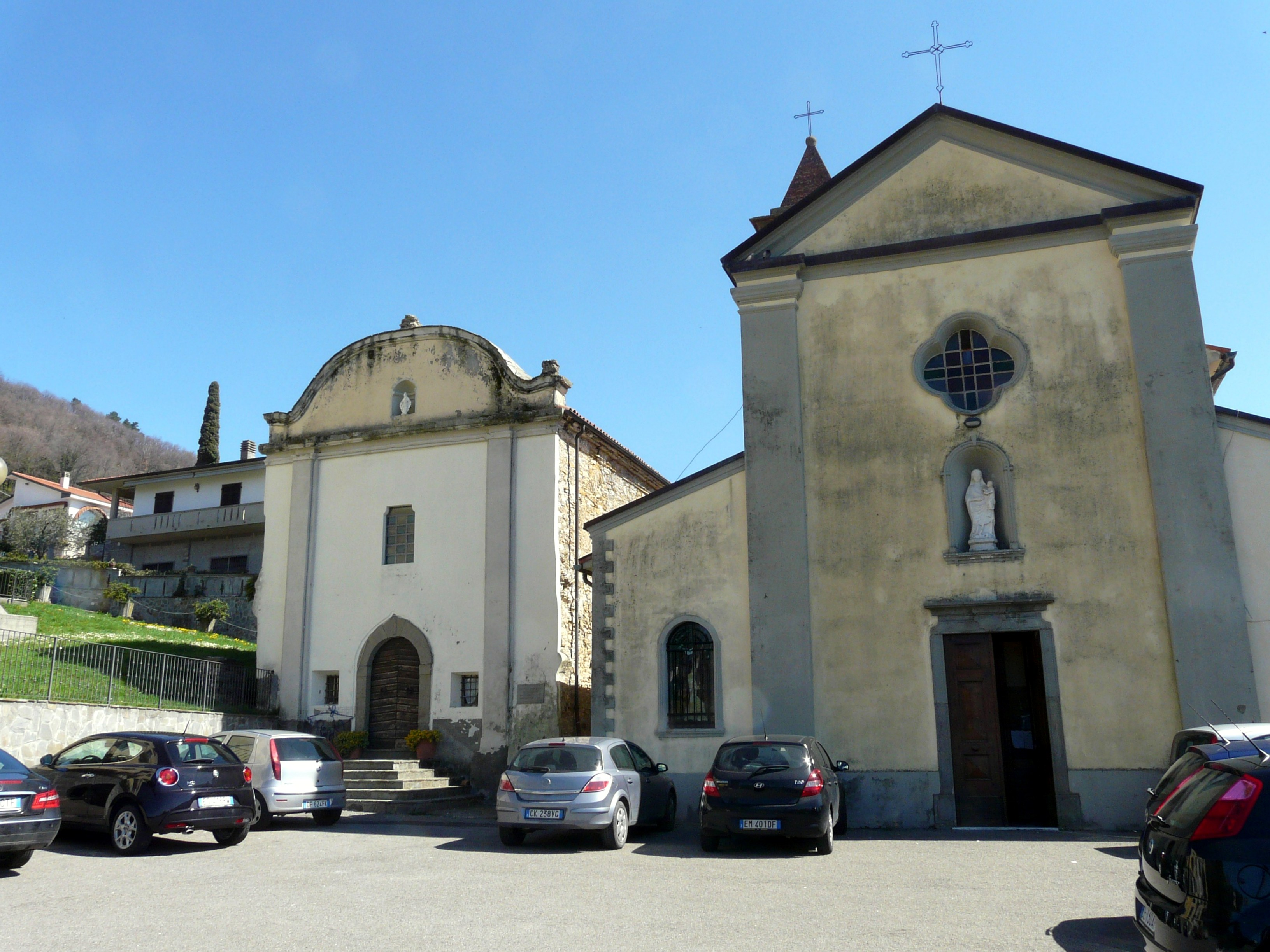
L'oratorio e la chiesa dei Santi Giacomo e Cristoforo

Nuove liti nacquero con la morte di Cesare di Mulazzo, nonno del Malaspina e privo di eredi maschi diretti. Alessandro ne rivendicò il diritto di successione contro gli altri rami malaspiniani. Con l'intervento del ministro plenipotenziario imperiale in Italia, il conte Carlo Borromeo Arese, si arrivò a stipulare un accordo il 3 aprile 1700 con cui, a fronte del pagamento di una somma, Alessandro rinunciò ai suoi diritti su Mulazzo a favore dei fratelli del defunto, Giovanni Cristoforo e Giovanni Francesco.
Con la guerra di successione spagnola il feudo di Malgrate è confiscato agli Ariberti e l'imperatore Leopoldo II lo cede a Maria Caterina Lucrezia, madre di Alessandro, e questi cercò di acquistarne il possesso definitivo, ma nonostante l'avvenuto pagamento, la strenua opposizione del re di Spagna ne impedì il possesso che di fatto rimase agli Ariberti. Intanto, nel 1704 la Lunigiana è invasa dalle truppe franco-spagnole e il loro comandante convocò ad Aulla tutti i feudatari perché giurino fedeltà a Filippo V di Borbone, nuovo re della Spagna. Ma Alessandro, consapevole che simile sottomissione avrebbe comportato il reato di fellonìa nei confronti dell'imperatore, si rifiutò e si ritirò nel suo castello di Podenzana. Il castello è nel marzo 1705 allora preso d'assalto dai Francesi e Alessandro riuscì a fuggire con la famiglia, prima a Bolano e poi a La Spezia. I vincitori intanto annetterono il feudo ed imposero l'atto di vassallaggio alla Spagna ai sudditi di Podenzana, Fenile, Amola e Campocontro, appositamente convocati, facendo saltare nel frattempo con le mine e le cannonate tutte le fortificazioni di Podenzana, la con la sola eccezione del locale castello (1706). Con la sconfitta di Torino i franco-spagnoli si ritirarono dalla Lunigiana ed Alessandro nel 1706 poté rientrare nelle sue terre ed occupare per conto dell'imperatore Aulla, che era ritornata al Fisco imperiale e, su incarico del principe Eugenio di Savoia, a fronte della dichiarazione di decadenza dal marchesato di Aulla per fellonìa del marchese Luigi Ridolfo Centurione (decreto della Camera imperiale del 2 dicembre 1704), vi subentrò come governatore imperiale.
Dopo 10 anni di amministrazione per conto dell'impero, Alessandro II unì il marchesato a quello avìto di Podenzana dopo la sua definitiva annessione con l'acquisto dalla Camera imperiale per 30 mila fiorini d'oro (1710), insieme al fratello abate Niccolò, ampliando così lo staterello di Podenzana con Aulla e Montedivalli (31 ottobre 1714). Il 25 luglio 1708 nel palazzo del Poderetto, Alessandro, intanto, stipulò un accordo di alleanza tra i vari rami malaspiniani, siglando le condizioni di non vendere i loro feudi ad altre famiglie e di riconoscere come loro signore supremo solo l'imperatore; venne creata così una sorta di "lega familiare". In questa occasione si accordò inoltre con Alfonso di Villafranca per appianare i vari contrasti che erano sorti per il possesso di Malgrate. La salda fedeltà di Alessandro verso l'impero gli venne riconosciuta ricevendo l'incarico di amministratore del marchesato di Tresana il 10 marzo 1711 e di inviato dell'imperatore Carlo VI a rappresentarlo il 15 ottobre 1712 al battesimo di Carlo Giuseppe Moroello, primogenito dei marchesi di Mulazzo. Il Malaspina morì all'età di 60 anni nel dicembre 1719 e gli succedette il figlio Francesco Maria.
Per ripianare i vari debiti accumulati dal padre, Francesco Maria mise in vendita la ricca fattoria di famiglia nel Mugello al marchese Niccolini di Firenze per 275mila scudi. Dopo aver militato a lungo negli eserciti imperiali, alla morte dell'imperatore Carlo VI, si ritirò nel suo feudo col grado di colonnello dell'impero, ma allo scoppio della guerra di successione austriaca non esitò ad intervenire correndo in aiuto di Maria Teresa d'Asburgo per mantenere integri i possessi asburgici. Nel frattempo i suoi feudi con Aulla sono occupati dagli Spagnoli dal 1733 al 1736. Per i suoi meriti nell’esercito imperiale divenne generale d’artiglieria, consigliere intimo di corte e cavaliere del Toson d'oro. Muore dopo una vita di imprese militari nel gennaio 1754.

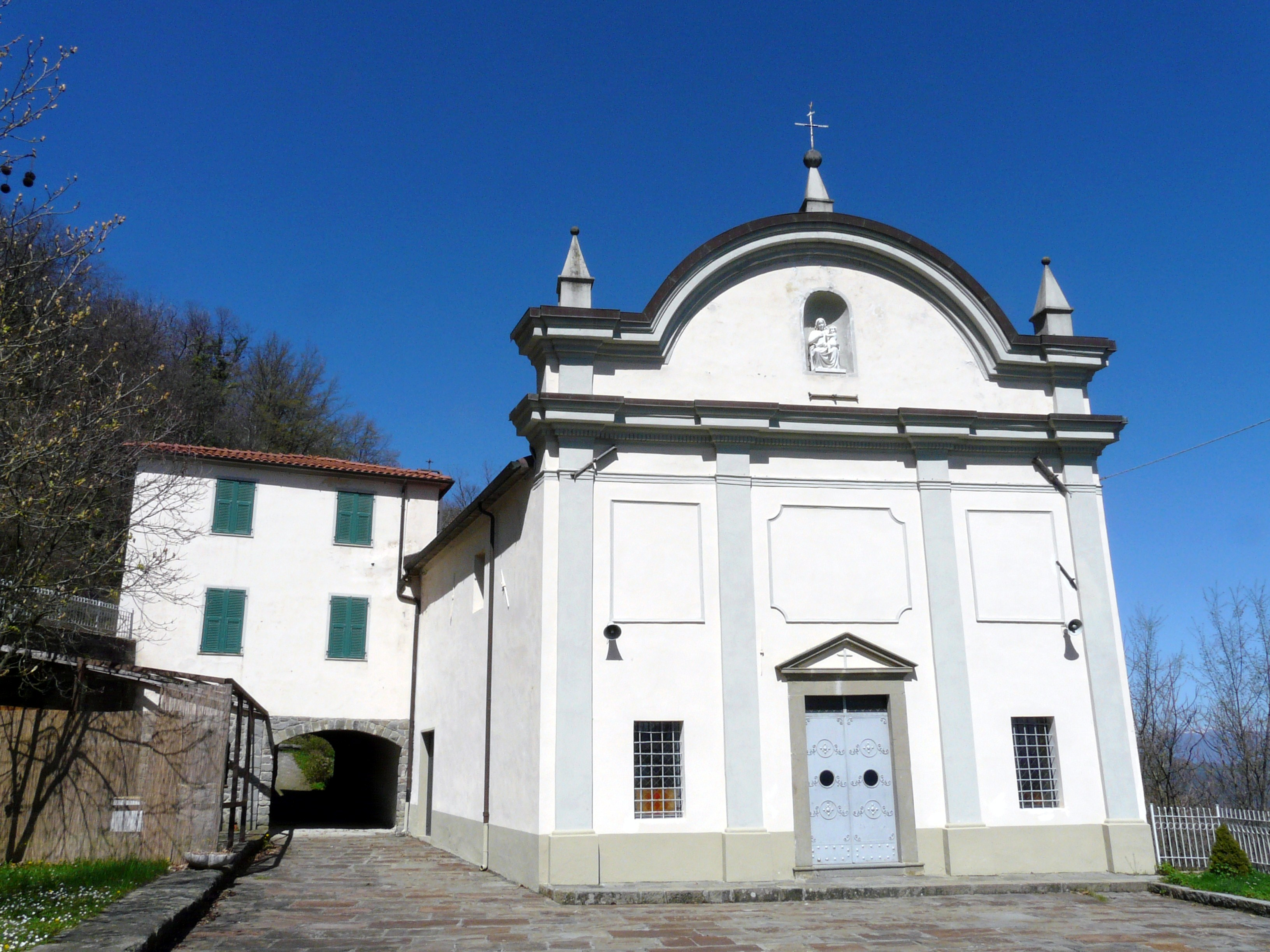
Il santuario della Madonna della Neve al Gaggio

Nel 1753 la reggente Beatrice degli Obizzi di Ferrara acquistò dalla linea di Suvero la quota del feudo condominiale di Monte Simone. Il feudo comprendeva anche i villaggi di Chicchireca, Chiesa, Oppidi.
Succedette il primogenito maschio, Alessandro III Malaspina, che essendo nato nel 1742 venne posto sotto la tutela della madre Beatrice. La reggenza amministrò il marchesato fino al 1757, quando egli ne divenne titolare; tuttavia Alessandro, dopo aver studiato a Roma, risiedette abitualmente a Vienna fino al 1783 con la carica di ciambellano, confermando la reggenza elettiva alla madre fino alla sua morte nel 1769. Il 3 marzo dello stesso 1769 il prozio abate Niccolò cedette ad Alessandro III la sua metà dei feudi di Monti e di Aulla, permettendo così la riunione di tutte le terre e i feudi della famiglia Malaspina. Alla morte della madre, Alessandro nominò reggente il fratello minore Alfonso che però con l'altro fratello Tommaso aprì nei suoi confronti una lite successoria per i beni allodiali e, benché vincitori, i due fratelli continuarono a denigrarlo ed a contrastarlo fino al suo ritorno definitivo nel 1783. Alessandro, rimasto celibe, morì il 13 settembre 1789, ed essendo privo di figli, lasciò senza testamento il feudo al fratello Alfonso, divenuto abate di Aulla nel 1772. Questi ereditò anche i numerosi debiti accumulati dal fratello e si impegnò a saldare tutto nel 1791 per 16.300 scudi fiorentini. Egli governò fino al 1797, dopo aver affrontato la lite successoria per il feudo di Licciana con i rami di Pontebosio e di Suvero nel 1794. Vincitore e riconosciuto erede con l’arbitrato di Giacinto di Mulazzo, perse tutto con l'avanzata dei Francesi di Napoleone Bonaparte e l'abolizione dei feudi imperiali nel 1797.
Dal 1º novembre 1870 guadagnò la frazione di Albiano, per scioglimento del comune omonimo, poi persa nel 1881.

### Simboli
(Descrizione araldica dello stemma)
(Descrizione araldica del gonfalone)

## Monumenti e luoghi d'interesse

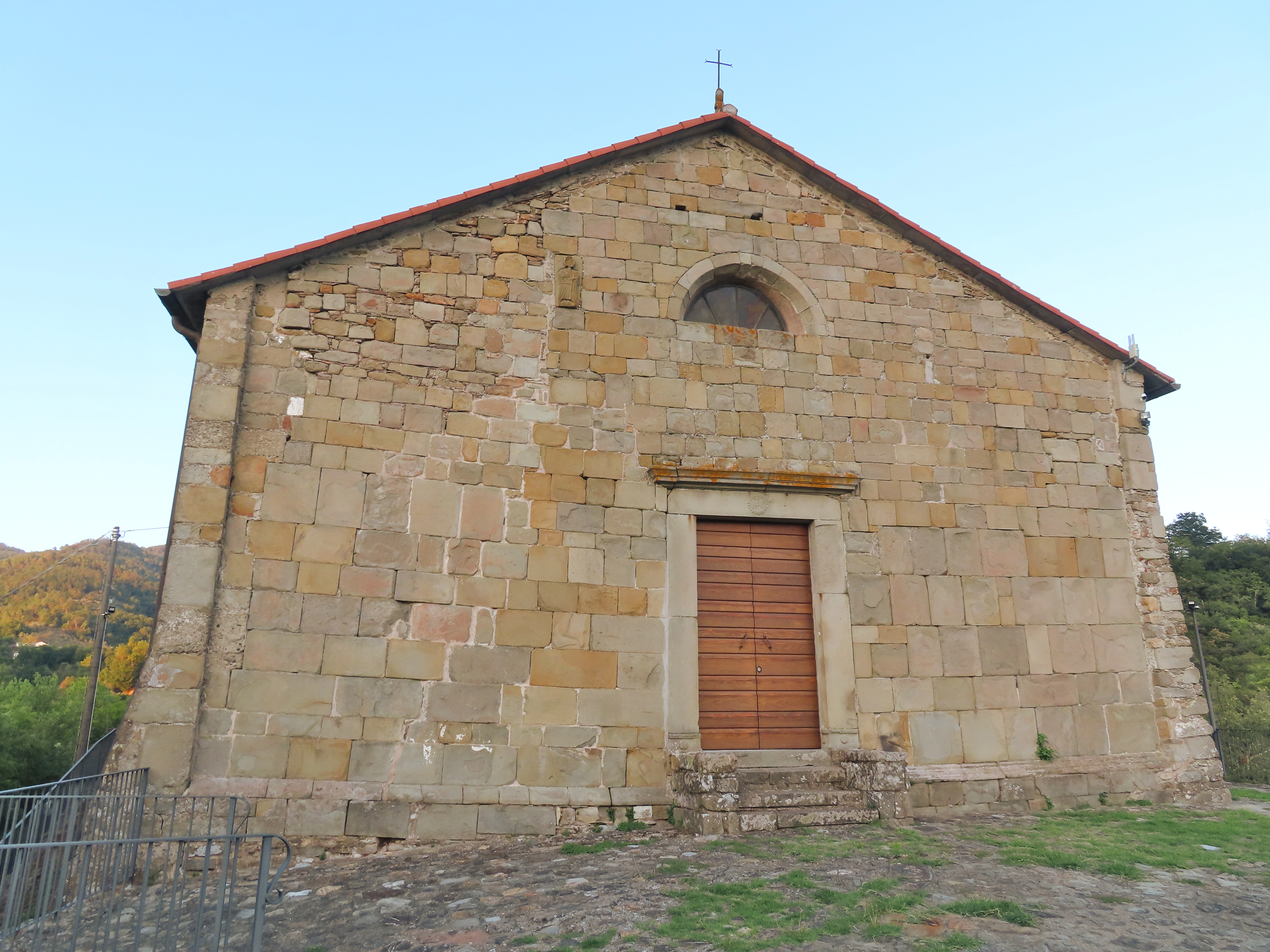
La pieve di Sant'Andrea a Montedivalli

### Architetture religiose
- Santuario della Madonna della Neve al Gaggio
- Chiesa di San Giacomo e San Cristoforo in località Chiesa Podenzana
- Pieve di Sant'Andrea, nella frazione di Montedivalli
- Chiesa di Sant'Andrea Apostolo e San Rocco nella frazione di Montedivalli
- Oratorio di San Rocco, in località Metti

### Architetture militari
- Castello di Podenzana
- Torre Malaspiniana, nella frazione di Montedivalli

## Società

### Evoluzione demografica
Abitanti censiti

## Geografia antropica

### Frazioni
Il comune di Podenzana si divide in due centri principali: Podenzana, che rappresenta il capoluogo, e Montedivalli, che risulta essere l'unica frazione del comune. L'areale di Montedivalli è in realtà un'exclave del territorio del comune di Podenzana, dalla quale è separato attraverso il territorio dei comuni di Bolano (in Liguria) e di Tresana. Il paese di Albiano ha fatto parte del comune fino al 30 giugno 1881, e poi è passato ad Aulla.
Ognuno dei due centri è diviso in un certo numero di località, nessuna delle quali si chiama Podenzana o Montedivalli.
Le principali località del comprensorio di Podenzana sono: Bagni, Barco, Bolignola, Bora, Capanna Battia, Campo, Calcinara, Casalina, Ceresedo, Chiesa, Cerghiraro, Cospedo, Cuncia, Faito, Ficaro, La Costa, Laghi, Lagneda, Logo, Loppiedo, Metti, Montale, Montalini, Novegino, Oliveto, Posticcio, Segalaro, Serracanda, Sescafale, Villa Argentina.
Le principali località del comprensorio di Montedivalli sono: Boschetto, Casa Borsi, Fogana, Pagliadiccio, Pianello, Genicciola, Al Piano, Sant'Andrea, Serralta, Taria, Tongara, Prato, Serra, Croce, Vaggi, Murà, Casa Malone, Casa Magrino, Colombiera, Fontanella, Chiesa, Casa Sommo, Casa Manò.

## Economia
Un prodotto tipico di Podenzana è il panigaccio, qui nato e prodotto agroalimentare tradizionale italiano. Inoltre, nel suo territorio si produce il vino DOP Colli di Luni.

## Amministrazione
Di seguito è presentata una tabella relativa alle amministrazioni che si sono succedute in questo comune.
| Periodo        | Periodo        | Primo cittadino    | Partito                              | Carica  | Note  |
| -------------- | -------------- | ------------------ | ------------------------------------ | ------- | ----- |
| 14 agosto 1985 | 14 luglio 1990 | Antonio Baldassini | Partito Socialista Italiano          | Sindaco | [ 9 ] |
| 14 luglio 1990 | 26 luglio 1993 | Maurizio Varese    | Partito Socialista Italiano          | Sindaco | [ 9 ] |
| 3 agosto 1993  | 24 aprile 1995 | Osvaldo Angeli     | Partito Democratico della Sinistra   | Sindaco | [ 9 ] |
| 24 aprile 1995 | 14 giugno 1999 | Osvaldo Angeli     | Partito Democratico della Sinistra   | Sindaco | [ 9 ] |
| 14 giugno 1999 | 14 giugno 2004 | Osvaldo Angeli     | centro-sinistra (liste civiche)      | Sindaco | [ 9 ] |
| 14 giugno 2004 | 8 giugno 2009  | Riccardo Varese    | lista civica                         | Sindaco | [ 9 ] |
| 8 giugno 2009  | 27 maggio 2014 | Riccardo Varese    | Partito Socialista                   | Sindaco | [ 9 ] |
| 27 maggio 2014 | 28 maggio 2019 | Riccardo Varese    | lista civica Unità riforme progresso | Sindaco | [ 9 ] |
| 28 maggio 2019 | in carica      | Marco Pinelli      | lista civica Noi siamo Podenzana     | Sindaco | [ 9 ] |

## Sport

### Calcio
La squadra locale di calcio è l'Atletico Podenzana, che milita in Seconda Categoria.

### Pallavolo
A Podenzana c'è una squadra di pallavolo femminile: il Podenzana Volley che milita in Serie D ligure. Il Podenzana Volley gioca nel palazzetto dello sport di Barbarasco a Tresana.

### Infrastrutture
Il campo sportivo comunale è il "Panigaccio", con una capienza di circa 300 spettatori.